# 仁禮彩香
仁禮 彩香（にれい あやか、1997年6月6日 - ）は、日本の実業家。株式会社TimeLeap創業者で代表取締役社長。

## 経歴
1997年生まれ。父親はサラリーマン、母親は主婦の家庭に生まれる。
幼稚園は湘南インターナショナルスクールに通う。
2004年、公立小学校に入学。しかし既存の教育に違和感を覚える。かつて通っていた湘南インターナショナルスクールの園長に相談し、新たに小学部を創設してもらい、2005年に転校。
2010年横浜翠陵中学校に入学。
中学2年生のとき、通っていた合気道の先生から出資を受け、株式会社GLOPATHを設立し、代表取締役。教育機関向けの出張授業などの教育事業を行う。2013年に母校・湘南インターナショナルスクールを、発展支援の目的で買収して運営を行う。
慶應義塾大学総合政策学部に進学。
在学中の2016年8月、株式会社TimeLeapを設立し、代表取締役に就任。
教育事業、学校コンサルタント事業を展開。
小中学生向けの起業家体験プログラムが話題。

## 掲載
- 日本経済新聞（2017.8）
- 東洋経済オンライン（2020.8）
- 日本経済新聞（2021.2）

### 雑誌
- Forbs（2021.5）

### 電子書籍
- 朝日新聞デジタルSELECT

16歳のCEO 「好きなことをやりきりたい」若者たち（2015.3）